# Geometrina gigas
Geometrina gigas är en fjärilsart som beskrevs av W. Warren 1903. Geometrina gigas ingår i släktet Geometrina och familjen mätare. Inga underarter finns listade i Catalogue of Life.